# Unitel (Angola)
Unitel S.A. è la più grande compagnia di telecomunicazioni in Angola. Sebbene operi principalmente in Angola e São Tomé e Príncipe, grazie alla sua grande quota di mercato, Unitel è considerata de facto monopolista nella telefonia fissa nel paese.